# Majúscula
La majúscula és la versió més grossa de les lletres d'un determinat alfabet. En l'alfabet llatí, les lletres majúscules són: A, B, C, D, E, F, G, H, I, J, K,L M, N, O, P, Q, R, S, T, U, V, X, Y, Z
Originalment els alfabets grec i llatí només tenien una única forma per a cada una de les lletres (que correspon a les actuals majúscules). Les minúscules (a, b, c, ... x, y, z) van aparèixer més tard per deformació de les majúscules en l'escriptura cursiva.
Actualment, les majúscules es fan servir:
- Com a primera lletra dels noms propis (i dels substantius en general en alguns idiomes com l'alemany)
- Al començament de les frases
- Per a les inicials
- A vegades, per a destacar els títols i encapçalaments
- A vegades, en signes i etiquetes
- Per als numerals romans (de vegades com versaletes)